# Dirichlet-féle magfüggvény
A Dirichlet-féle magfüggvény a Johann Peter Gustav Lejeune Dirichlet által vizsgált függvénysorozatok egyike. Az analízisben, közelebbről a Fourier-sorok elméletében alkalmazzák.
Dirichlet 1829-ben bizonyította egy periodikus, szakaszonként folytonos és szakaszonként monoton függvény Fourier-sorának konvergenciáját. Ezt a témát még Leonhard Euler vetette fel, és Dirichlet bizonyítása volt az első. 
A Dirichlet által talált sorozat fontos szerephez jut ebben a bizonyításban, ahol magfüggvényként szerepel. Ezért nevezik Dirichlet-féle magfüggvénynek.

## Definíció
Dirichlet-féle magfüggvénynek nevezik a 
{\displaystyle D_{n}(x)=\sum _{k=-n}^{n}e^{ikx}=1+2\sum _{k=1}^{n}\cos(kx)={\frac {\sin \left(\left(n+{\frac {1}{2}}\right)x\right)}{\sin(x/2)}}.}
függvénysorozatot.
Jelentése összefügg a Fourier-sorokkal. A Fourier-sor n-edik közelítő tagja a Dn(x) és az f 2π szerint periodikus függvény konvolúciója.
Példa: 
{\displaystyle (D_{n}*f)(x)={\frac {1}{2\pi }}\int _{-\pi }^{\pi }f(y)D_{n}(x-y)\,dy=\sum _{k=-n}^{n}{\hat {f}}(k)e^{ikx},}
ahol
{\displaystyle {\hat {f}}(k)={\frac {1}{2\pi }}\int _{-\pi }^{\pi }f(x)e^{-ikx}\,dx}
f k-adik Fourier-együtthatója. 
Ebből következik, hogy a Fourier-sorok konvergenciájának vizsgálatához elegendő a Dirichlet-féle magfüggvény tulajdonságait tanulmányozni. Dn L1-normája logaritmikusan tart {\displaystyle \infty }-be, ha  {\displaystyle n\to \infty }, így vannak folytonos függvények, amik nem állíthatók elő Fourier-sorokkal. Ugyanis 
{\displaystyle \int |D_{n}(t)|\,dt={\frac {4}{\pi ^{2}}}\log n+{\mathcal {O}}(1)}
ahol {\displaystyle {\mathcal {O}}} a Landau-féle ordo jelölés.

## Kapcsolat a delta-disztribúcióval
A periodikus delta-disztribúció egységelem a 2π szerint periodikus függvények 
konvolúciócsoportjában:
{\displaystyle f*(2\pi \delta )=f\,}
minden 2π szerint periodikus f függvényre.
A Fourier-sort a következő „függvény” reprezentálja:
{\displaystyle 2\pi \delta (x)\sim \sum _{k=-\infty }^{\infty }e^{ikx}=\left(1+2\sum _{k=1}^{\infty }\cos(kx)\right).}

## A trigonometrikus azonosság bizonyítása
Adott {\displaystyle 2\pi } szerint periodikus {\displaystyle f(x)} függvény Fourier-sora konvergenciájának a vizsgálatához a sor
részletösszegeit kell tekintenünk. Ezek vizsgálatát az teszi "kényelmesebbé", hogy zárt alakban, az ún. Dirichlet-féle formulával is kifejezhetők. Vizsgáljuk {\displaystyle s_{n}(x)}-et:
{\displaystyle s_{n}(x)={\frac {1}{2\pi }}\int _{-\pi }^{\pi }f(t)\,dt+{\frac {1}{\pi }}\sum _{k=1}^{n}\left[\int _{-\pi }^{\pi }f(t)\cos kt\,dt\cdot \cos kx+\int _{-\pi }^{\pi }f(t)\sin kt\,dt\cdot \sin kx\right]=}
{\displaystyle ={\frac {1}{\pi }}\int _{-\pi }^{\pi }f(t)\left[{\frac {1}{2}}+\sum _{k=1}^{n}\left(\cos kt\cdot \cos kx+\sin kt\cdot \sin kx\right)\right]\,dt=}
{\displaystyle ={\frac {1}{\pi }}\int _{-\pi }^{\pi }f(t)\left[{\frac {1}{2}}+\sum _{k=1}^{n}\cos k\left(x-t\right)\right]\,dt={\frac {1}{\pi }}\int _{x-\pi }^{x+\pi }f(x-y)D_{n}(y)\,dy=}
{\displaystyle ={\frac {1}{\pi }}\int _{-\pi }^{\pi }f(x-t)D_{n}(t)\,dt},
ahol
az ún. n-edik Dirichlet-féle magfüggvény. 
Mivel
{\displaystyle D_{n}(t)\cdot \sin {\frac {t}{2}}={\frac {1}{2}}\left\{\sin {\frac {t}{2}}+\left[\sin \left(1+{\frac {1}{2}}\right)t-\sin \left(1-{\frac {1}{2}}\right)t\right]+\cdots +\left[\sin \left(n+{\frac {1}{2}}\right)t-\sin \left(n-{\frac {1}{2}}\right)t\right]\right\}={\frac {1}{2}}\sin \left(n+{\frac {1}{2}}\right)t},
ezért a Dirichlet-féle magfüggvényre a következő egyszerű kifejezést kapjuk:
A {\displaystyle D_{n}(t)} függvény nyilván páros, és így
A Dirichlet-féle magfüggvény tagonkénti integrálásával kapjuk:
Az előző 2 egyenlőség alapján:
speciálisan:
ahol
A fenti képleteket Dirichlet-féle képleteknek nevezzük. Fontos még megemlíteni a Dirichlet-függvény következő tulajdonságát: Ha {\displaystyle \delta \leq \pi } tetszés szerinti kis pozitív szám, akkor